# Kbelnice (tvrz)
Kbelnice je tvrz přestavěná na sýpku ve stejnojmenné vesnici u Přešťovic v okrese Strakonice. Tvrz byla založena jako panské sídlo menšího šlechtického statku ve druhé polovině šestnáctého století. Kbelnický statek se už na přelomu šestnáctého a sedmnáctého století stal součástí většího panství a tvrz byla upravena k hospodářským účelům. Její areál je chráněn jako kulturní památka.

## Historie
První písemná zmínka o Kbelnici pochází z roku 1360. Od roku 1384 vesnice patřila Rožmberkům a tvořila součást panství hradu Helfenburk, ale ve stejné době v ní existoval malý zemanský statek v majetku jakéhosi Ješka († 1381) a Ondřeje († 1419). Roku 1564 Kbelnici od Viléma z Rožmberka získal Chval Řepický ze Sudoměře a připojil ji k Čekanicím. Pravděpodobně Chvalovi synové ve vsi založili tvrz, kterou později Adam, Ctibor a jejich mladší bratři roku 1595 prodali i se dvorem, vesnicí a sousední Jemnicí bratrům Jiřímu a Zdeňkovi Čejkům z Olbramovic. Za nich patřila k oseckému panství, od něhož byla roku 1596 oddělena jako Zdeňkův podíl. Zdeněk však brzy získal i Osek, ke kterému Kbelnici už natrvalo připojil. Kbelnická tvrz tak ztratila sídelní funkci a roku 1686 ji Lažanští z Bukové nechali přestavět na sýpku.

## Stavební podoba
Tvrz stojí uprostřed vesnice. Jádrem areálu je sýpka, která vznikla přestavbou renesanční tvrze. Její štít je renesančního původu, ale dochovaná podoba je výsledkem barokních úprav. K sýpce přiléhají hospodářské budovy: stáje, chlévy, vepřín a průjezdná stodola, u které do roku 2014 stávala kovárna. Na jižním okraji dvora stojí správcovský dům a novodobé garáže, které nejsou památkově chráněné.
Komplex budov představuje urbanistický celek, hodnotný zejména dispozičním řešením staveb, dochovanou autenticitou a množstvím historických konstrukcí (zdiva, kleneb, trámových stropů a krovů). Za cenný je považován raně barokní hambalkový krov ve stodole.